# 瑞士护照
瑞士护照，是由瑞士聯邦警察局发给瑞士公民的国际旅行证件，並可用於在國外證明其瑞士國籍，以及賦權瑞士公民在有需要時，尋求該國的領事保護。

## 歷史
最早的瑞士护照于1915年12月10日起簽發，那时的封面为灰绿色。自1959年起，所有新簽發的瑞士護照改用红色封面，並一直沿用至今。
1959年以前的瑞士护照上，僅印有法语、德语及意大利语（即瑞士三種法定語文），之后分別於1959年及1985年加上了英文及罗曼什语；此外，自2010年起，第2、3頁及尾頁封底內容，更增加至採用歐洲各國的13種法定語文。
至於有關各版本瑞士護照的特徵，詳見「歷來發行版本」部分。

## 護照樣式和印製工藝
现在的瑞士护照（10版護照）紙張尺寸為B7（ISO 7810 ID-3, 88 mm × 125 mm)，一概為40页（其中37页可用于黏貼外国签证，或/及蓋上外國出入境印章），另附一页個人資料页。護照封面為紅色，右上角印有瑞士國旗上的白色十字圖案，以及五種語文的「瑞士護照」字樣，並從白色十字輻射出向右旋轉的十字形水印圖案。

### 個人資料頁
持照人的資料及相片，使用激光刻蝕技術刻寫在個人資料頁上。個人資料頁採用可機讀形式，護照機讀區設在個人資料頁下方。個人資料頁各欄目，均依次以德、法、意、羅、英五種語文標註，並按以下填寫方式列出：
- 「Type」（證件類型）：一般為代表普通生物特徵護照的「PM」；「PD」指臨時護照，而「PB」指外交護照，另「PA」代表非生物特徵護照，現已不再使用[4]
- 「Code」（簽發國代號）：「CHE」（預印字樣，代表瑞士）
- 「Pass Passeport Passaporto Passaport Passport No. No. Nr」（護照編號）：一位字母+七位數字
- 「Name Nom Cognome Num Surname」（姓）、「Vorname(n) Prenom(s) Nome(i) Prenom(s) Given name(s)」（名）（由上至下分行列出）
- 「Nationalitat Nationalite Citisdinante Naziunalitad Nationality」（國籍）：「Schweiz Suisse Swizzera Svizra Switzerland」（預印字樣，即瑞士籍）
- 「Geburtsdatum Date de naissance Data di nascita Date da naschientscha Date of birth」（出生日期），按：日、月、年（日期及月份為2位數，而年份為4位數）
- 「Geschiecht Sexe Sesso Schlattaina Sex」（性別）：使用縮寫，男為「M」，女為「F」
- 「Grosse Taille Statura Grondezza Height」（身高）：以cm（厘米）為單位
- 「Heimatort Lieu d'origine Luoge di antiaenza Lieu d'origin Place of origin」（籍貫）
- 「Ausstelungsdatum am Delivre de deivrance Rliastiato il Emess ils Date of issue」（簽發日期）和「Guntig bis Date d'expiration Data di scadenza Data da scandenza Date of expiry」（有效期至）兩項，與出生日期格式相同
- 「Behorde Autorite Autorita Autoritad Authority」（簽發機關）：簽發地+兩位字母辦事處代碼

### 封面內頁及封底內頁
在現行的瑞士護照，其封面內頁印上瑞士國旗的白色十字圖案，以及螺旋狀的防偽圖案；當中，在白色十字的左上及右上角，分別隱含C、H字樣（即瑞士網頁的頂級域名），並在特定角度下可見。而在封底內頁，則以歐盟13種官方語文，印上「此護照共有40頁」字樣。

## 護照類別
目前，瑞士護照分為以下類別：
- 普通（生物特徵）護照
  - 成人護照（18歲或以上適用，有效期為10年）
  - 兒童護照（18歲或以下適用，有效期為5年）
- 臨時護照（限緊急情況使用，有效期為1年）
- 外交護照

## 申請過程及收費
所有瑞士公民均可申領護照。瑞士護照的申請手續可於網上、電話或親臨護照辦事處（或瑞士駐外機構）預約。及後，申請人需要依期赴約，並提交申請表、近照等申請文件。值得注意的是，只有部分護照辦事處，以及網上申請途徑接受電子版本的近照。
目前，辦理瑞士護照的費用如下：成人護照為CHF 140、兒童護照為CHF 60（若一併申領身份證，費用另加CHF 8，且大小同價），而臨時護照為最少CHF 100（於機場緊急辦證者，另加CHF 50附加費）。由於所有普通瑞士護照均以郵遞方式派送，申請人尚需繳付CHF 5的郵費（同時申請身份證者為CHF 10）。一般情況下，護照會在申請提交後10個工作日內，派送至申請人填報的住所。

## 歷來發行版本
自1915年首次簽發以來，至今瑞士護照共有七個版本。自85版護照開始，封面及內頁設計開始統一，並一直沿用至今，但各版本護照防偽特徵，均有不同的差異。

### 1915版護照
首個發行的瑞士護照版本為1915版，於1915年12月10日起發行。該版本護照封面為灰綠色（沒有任何圖文標記），而內容以瑞士當時的三種法定語文印行（德、法及意大利文），並設有20頁（含5頁個人資料頁）。
1915版護照並沒有嚴謹規範持照人近照格式，亦無加入任何防偽特徵。

### 1932版護照
在1915版護照發行18年後，瑞士政府開始發行新版本護照，是為1932版護照。
與上一個版本比較，1932版護照改用棕色封面，並首次在封面上加入瑞士國徽及「瑞士護照」字樣。

### 59版護照
59版護照為各版本瑞士護照中，首個以雙位數字冠名的版本，於1959年開始簽發，直至1985年3月31日為止。
與1932版不同，此版本的瑞士護照開始採用紅色封面，並沿用至今；而國徽則從封面中央移至左側。
在內頁方面，59版護照採用印上放射狀圖樣的水紙，並開始設有防偽特徵（例如水印）。此外，除了瑞士的三種法定語文外，護照各欄目亦開始使用英文（依次為法、德、意、英四種），惟封面的「瑞士護照」字樣並未跟隨。

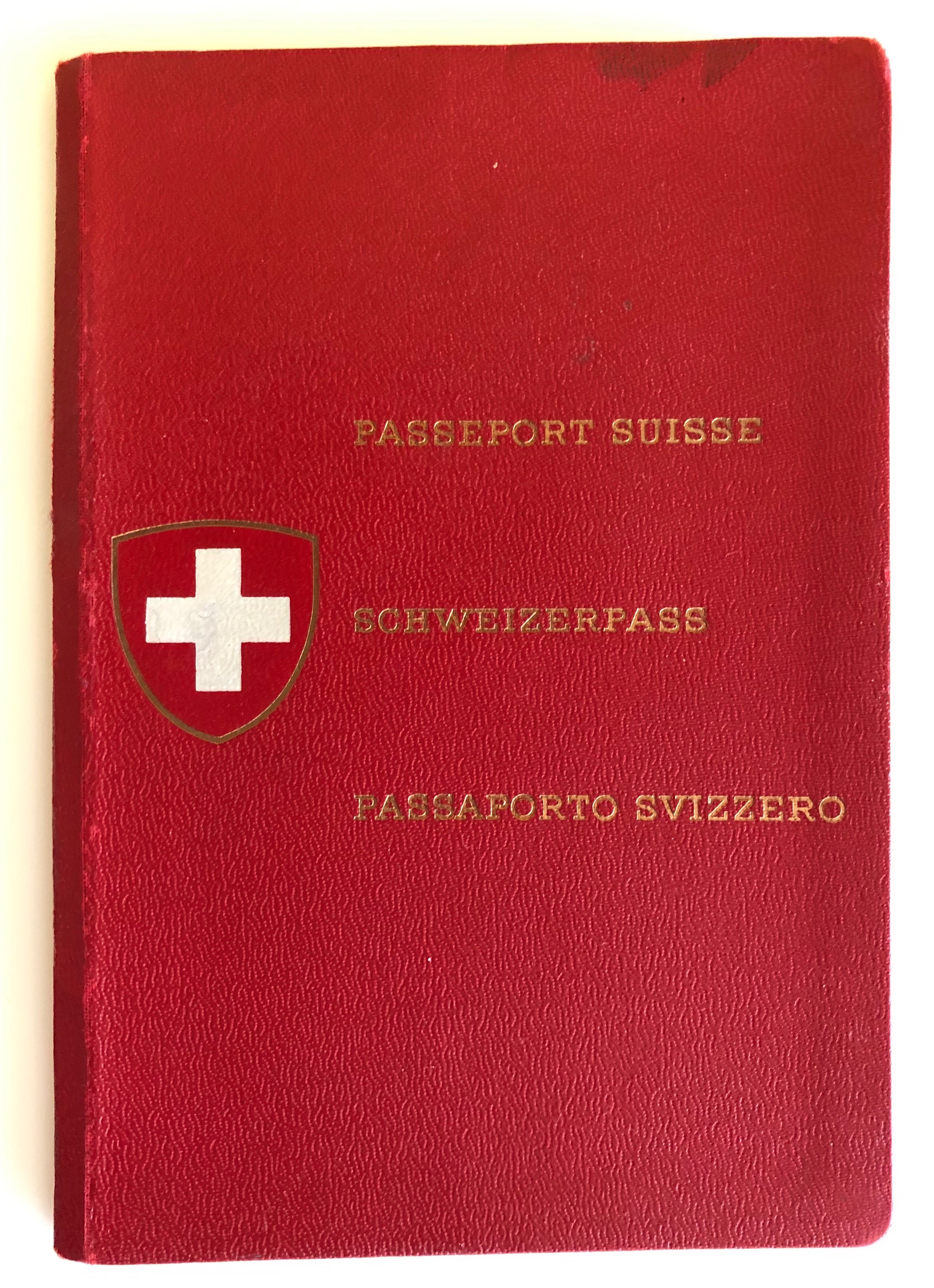
59版瑞士護照封面
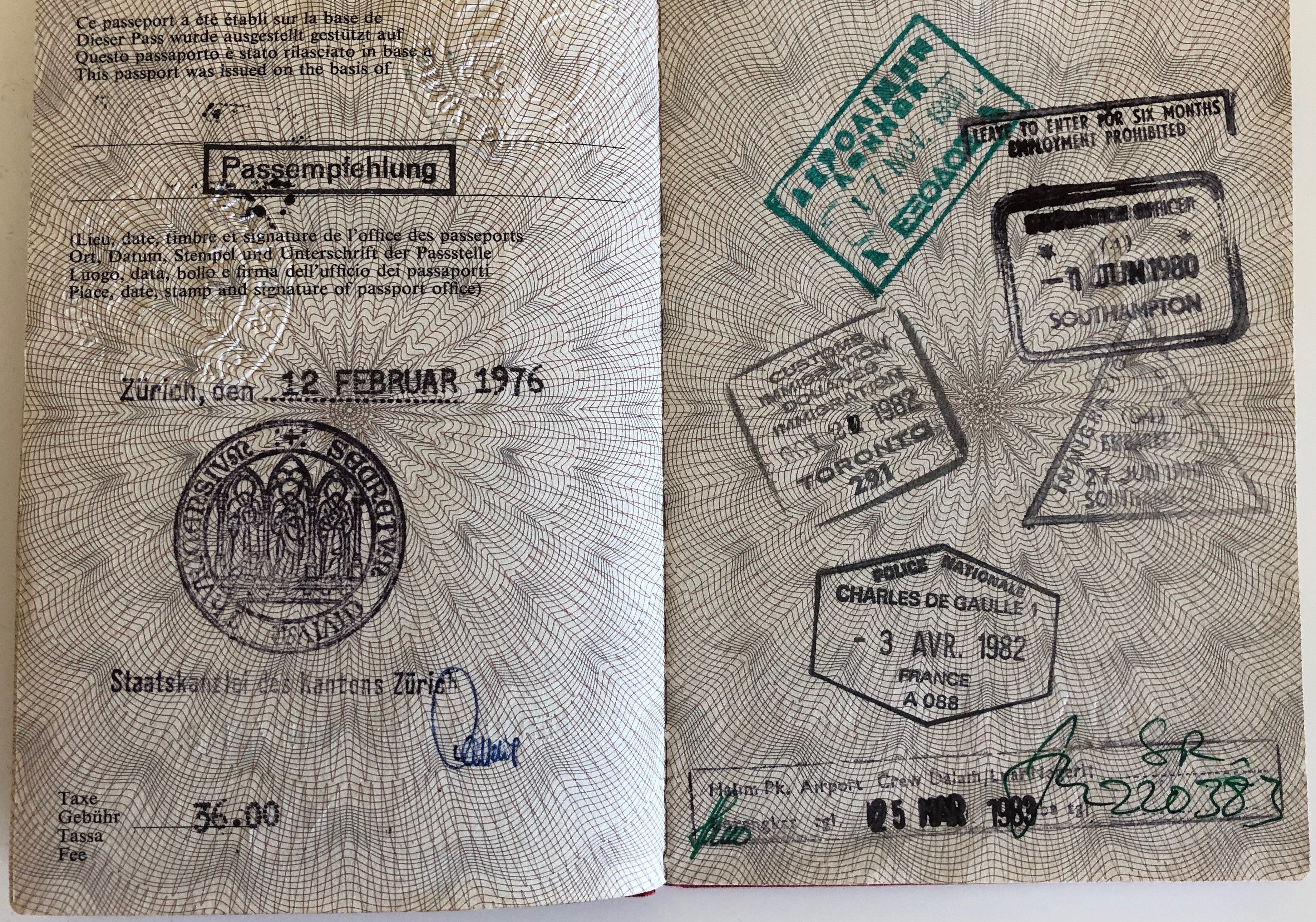
59版瑞士護照內頁

### 85版護照
85版護照於1985年4月1日起發行，其設計為日後簽發的各版本瑞士護照奠下基礎。
在封面設計方面，85版護照仍然採用紅色作底色，但圖案改為以右上角白色十字圖案（擷取自瑞士國旗）為中心、向右旋轉排列的十字形水印；此外，各語文的「瑞士護照」字樣，亦改用類似黑體的字體。
此外，85版護照的內頁圖案，亦由原來的放射狀圖案，改為密鋪的白色十字圖案，而邊緣位置為彩色。在內容方面，除了原來的四種語文，此版本護照亦開始加入羅曼什語，而頭髮及眼睛顏色欄目則被剔除。
雖然85版護照已於2002年12月31日後停止簽發，但上述的設計要素仍為後來各版本瑞士護照繼承，只是防偽特徵有所改進。

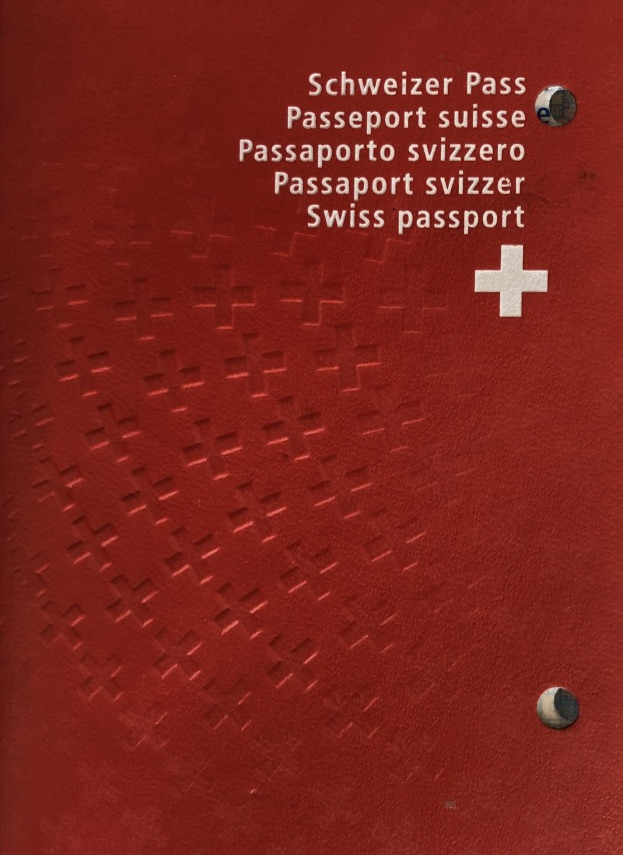
85版瑞士護照封面
85版瑞士護照內頁

### 03版護照
03版護照為瑞士首款可機讀護照，於2003年元旦起簽發。
與上一個版本比較，03版護照承襲上一個版本的主要設計元素，但各內頁均加上了相應的內容名稱（而該等字樣同時以紫外螢光油墨印刷），而個人資料頁改用膠片及激光蝕刻印刷。

由於新版護照於2006年面世，03版護照已於2006年9月3日後停止簽發。已簽發的護照可使用至有效期屆滿（僅限普通護照），或2020年2月28日（適用於特殊護照）為止，以較早者為準。

03版瑞士護照封面

### 06版護照
06版護照於2006年9月4日起發行，為瑞士第一代生物特徵護照。
在設計方面，06版護照大致與上一個版本相同，但加入了識別晶片；此外，普通護照類別由三種精簡為兩種：一般護照（3歲及以上公民適用，有效期從以往的10年縮短至5年）及嬰兒護照（0-2歲公民適用，僅有3年有效期）。

由於現行的10版護照發行，此版本護照已於2010年2月28日後停止簽發，並於五年後隨最後一批護照全部到期而停用。

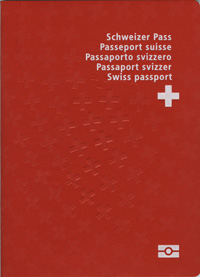
06版瑞士護照封面
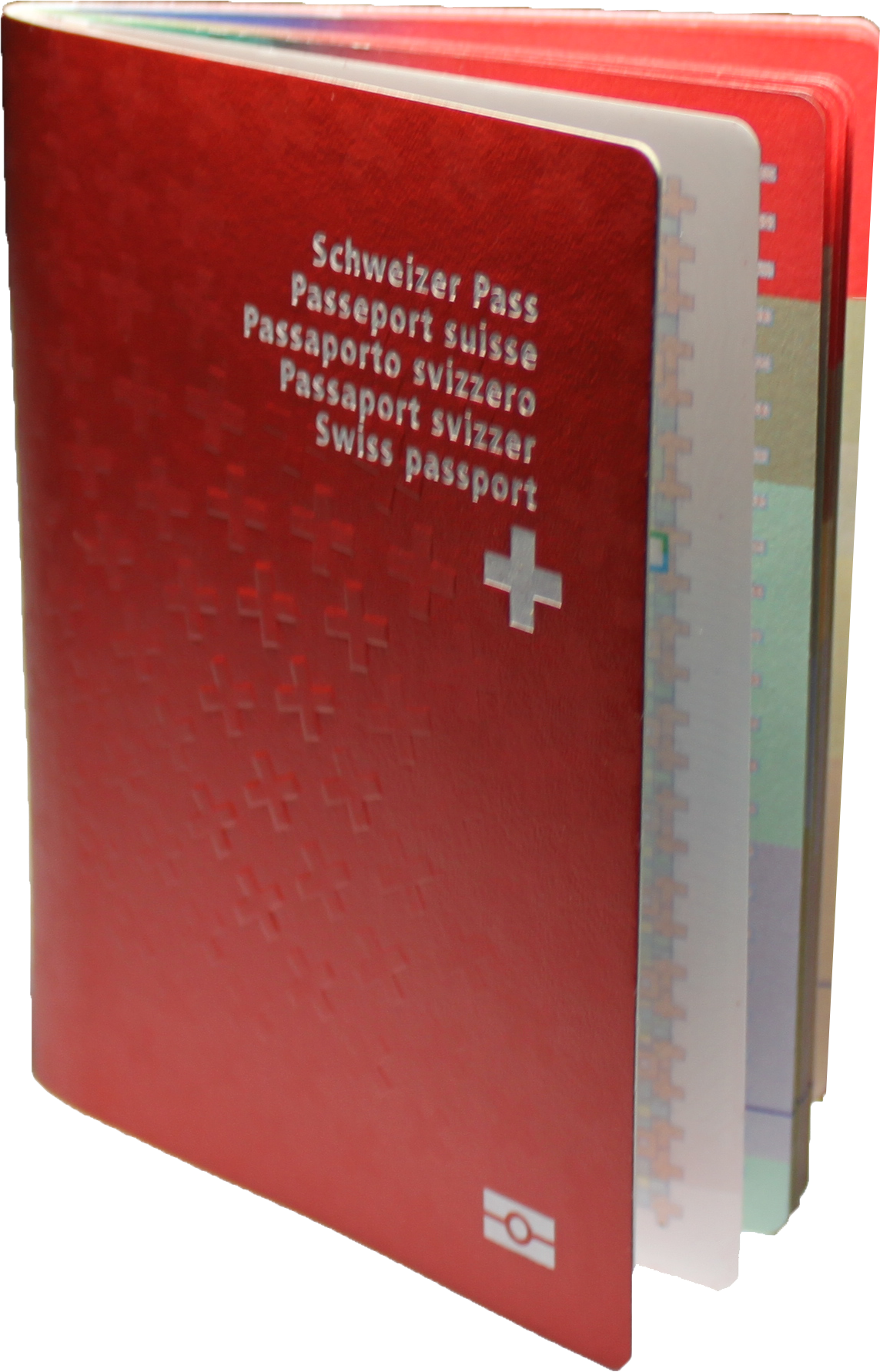
06版瑞士護照

### 10版護照
10版瑞士護照為該國的第二代生物特徵護照版本，於2010年3月1日起發行。
在封面及內頁設計方面，10版護照仍舊承襲以往的設計要素，但在第2-3頁的個人資料項目列表，則首次同時以歐洲各國13種官方語文印行。

此外，此版本護照識別晶片亦有所改進，以符合參與美國免簽證計劃，以及《申根公約》的護照技術要求。

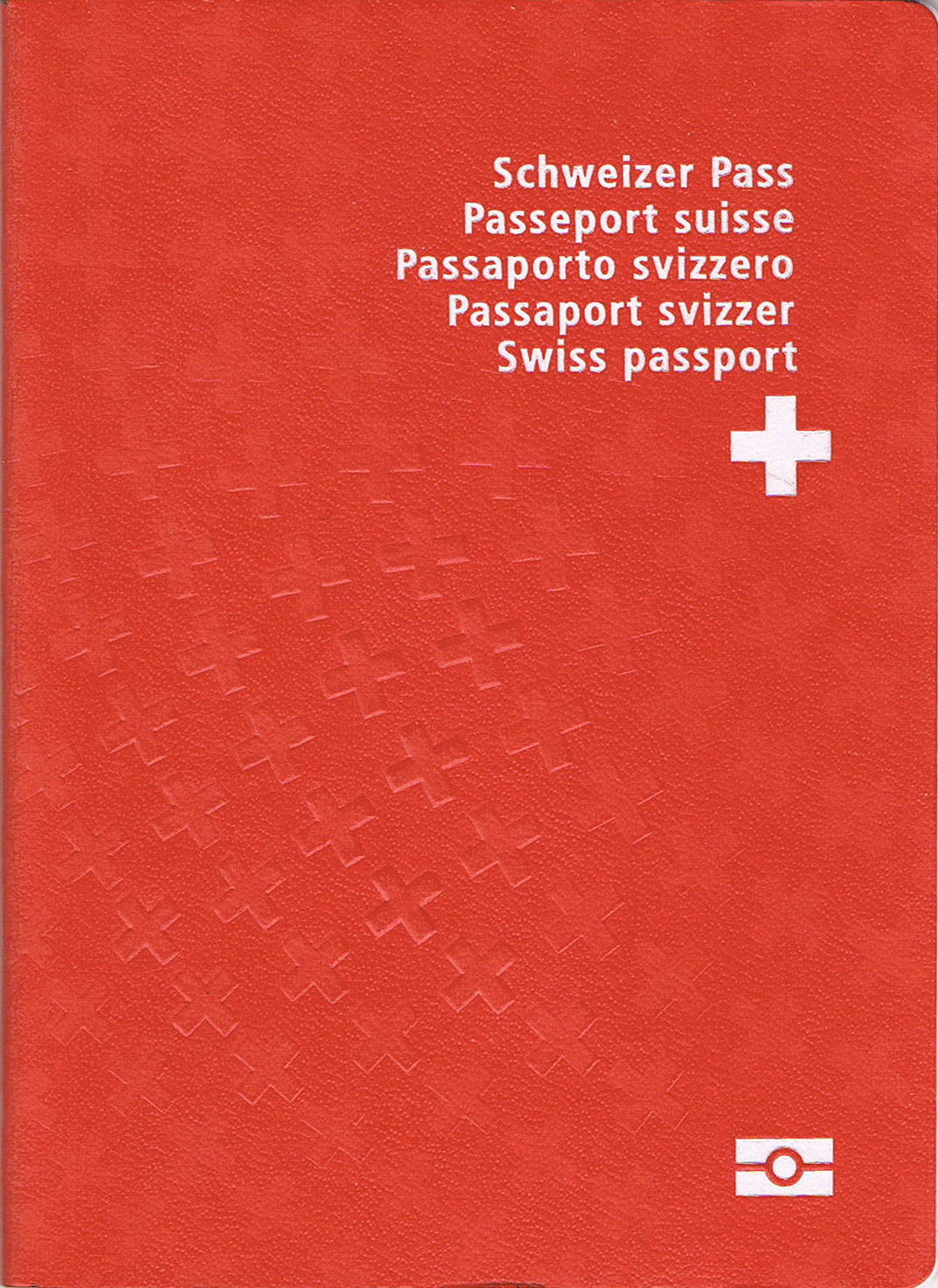
10版瑞士護照封面

### 22版护照
现行的瑞士护照版本为22版护照，于2022年10月31日起开始签发。该版护照采用全新的页面设计，其中包含了瑞士各州的山脉和水道。护照的签证页包含了瑞士26个州中的每个州，此外还额外为“第五瑞士”增加了页面。

## 簽證待遇
根据2025年1月8日发布的亨利护照指数，瑞士护照可免签证、落地签证或电子签证入境190个国家和地区，位居世界第5，与比利时、新西兰、葡萄牙、英国护照并列。此外，由於瑞士屬於欧洲自由贸易联盟，並與歐盟簽立了雙邊協議，持照人亦可於相關國家享有自由遷徙權。

持瑞士护照可免签或落地签证的国家或地区
瑞士
具有出入境自由，可无限期停留
免签
落地签证
電子簽證
電子或落地簽證
需預先辦理簽證